# Dekanat Czarny Dunajec
Dekanat Czarny Dunajec – jeden z 45 dekanatów w rzymskokatolickiej archidiecezji krakowskiej.

## Parafie
W skład dekanatu wchodzi 11 parafii:
- parafia św. Jacka – Chochołów
- parafia św. Józefa Robotnika – Ciche
- parafia Przenajświętszej Trójcy – Czarny Dunajec
- parafia MB Częstochowskiej – Czerwienne
- parafia MB Częstochowskiej – Dzianisz
- parafia NMP Królowej Polski – Miętustwo
- parafia św. Jana Chrzciciela – Nowe Bystre
- parafia św. Marii Magdaleny – Odrowąż
- parafia MB Bolesnej – Pieniążkowice
- parafia MB Bolesnej – Podczerwone
- parafia MB Szkaplerznej – Witów

## Sąsiednie dekanaty
Biały Dunajec, Jabłonka, Nowy Targ, Rabka, Zakopane